# حردان التكريتي
حردان عبد الغفار الحمداني التكريتي (3 أبريل 1925-30 مارس 1971)، قائد سلاح الجو العراقي ونائب رئيس مجلس قيادة الثورة في العراق.
ولد في مدينة تكريت وهو بالأصل من قضاء الدجيل) وكان أحد كبار الضباط الطيارين البارزين في العراق. وكان من الشخصيات المهمة في انقلاب 17 تموز 1968 كما و كان له دور في ثورة 14 تموز 1958 وحركة 8 شباط 1963. وتقلد عددًا من المناصب كان آخرها وزير الدفاع ونائب رئيس الجمهورية.

## إغتياله
اُغتيل حردان التكريتي من قبل صدام حسين في الكويت عام 1971، وذلك لأن صدام شعر بالخطر من حردان عندما لمع اسمه وصعدت منزلته في الحزب. قام صدام منذ وقت باكر بالتخطيط لاغتيال خصومه المحتملين وعلى رأسهم حردان التكريتي.
وقد قام باغتياله شخص يدعى «فتيان العاني» بتوجيه من القيادة العليا في بغداد وقد أرسله صدام، وحين نفذ المهمة وعاد حكم عليه بالإعدام، ثم جاء بعد ذلك أمر بالإفراج عنه من صدام وطرد من المخابرات.
دفن في مدفن في مدينة تكريت مطل على شارع الأطباء الكائن وسط المدينة، وبتاريخ 2 نوفمبر 2014 أقدم مسلحون من تنظيم داعش بزرع عبوات في محيط المدفن وفجروه مما أدى إلى انهيار قبة المدفن وأجزاء أخرى منه.